# Cascina Gardino
La cascina Gardino è una cascina sita nel comune lodigiano di Comazzo posta ad ovest del centro abitato.

## Storia
Già feudo dei Visconti, fu in seguito un comune del contado di Lodi abitato da 97 persone a metà Settecento.
In età napoleonica, dal 1809 al 1816, Gardino fu frazione di Paullo, recuperando un'effimera autonomia con la costituzione del Regno Lombardo-Veneto. Nel 1841 fu aggregata definitivamente al comune di Comazzo.
Fino al 1882 l'oratorio della località apparteneva alla parrocchia di Settala dell'arcidiocesi di Milano; in tale data passò alla parrocchia di Lavagna della diocesi di Lodi.